# Spyro the Dragon (videojuego)
Spyro the Dragon es un videojuego de plataformas desarrollado por Insomniac Games y publicado por Sony Computer Entertainment para PlayStation el 10 de septiembre de 1998. El primer juego de la serie Spyro, está protagonizado por el personaje principal, un joven dragón púrpura llamado Spyro, quien debe viajar a través del Reino del Dragón para derrotar a Gnasty Gnorc, quien ha superado a los 5 Mundos del Dragón atrapando a los otros dragones en cristal y convirtiendo su tesoro de gemas en un ejército de secuaces a sus órdenes. Spyro the Dragon es un videojuego de plataformas en 3D de mundo abierto, que presenta niveles grandes y extensos en los que el jugador debe encontrar elementos coleccionables, entre los que se encuentran piedras preciosas, dragones cristalizados y huevos de dragón robados. Las habilidades de Spyro como dragón incluyen aliento de fuego, un ataque de carga frontal y un planeo en el aire que puede usar para viajar a grandes distancias, todo lo cual debe usarse estratégicamente para encontrar objetos y derrotar enemigos.
Spyro the Dragon comenzó a desarrollarse tras el lanzamiento del juego debut de Insomniac, Disruptor, que se vendió mal pero en general fue elogiado por los críticos, lo que impresionó a Universal Interactive Studios lo suficiente como para alentarlos a hacer un segundo juego. El artista Craig Stitt sugirió un juego sobre un dragón, y se comenzó a trabajar en un nuevo juego. Inspirándose en la película Dragonheart, el juego comenzó como un título más maduro con un enfoque oscuro y realista, pero la dirección se cambió para tener un tono más fantástico y alegre para atraer a un mercado más amplio de consumidores. El videojuego fue uno de los primeros en PlayStation en utilizar niveles de detalle cambiantes entre los objetos renderizados, gracias a un motor panorámico desarrollado por Alex Hastings que permitió que la naturaleza abierta del juego se realizara completamente. Stewart Copeland, el ex baterista de la banda británica The Police, compuso la música del juego, y la voz del personaje principal fue proporcionada por Carlos Alazraqui, junto con las voces adicionales de Clancy Brown, Michael Gough y Jamie Alcroft.
Spyro the Dragon fue lanzado por Sony Computer Entertainment como parte de un esfuerzo general para llegar a un grupo demográfico más joven y competir con la plataforma infantil más popular, la Nintendo 64. Aunque las ventas fueron inicialmente lentas, encontró un mayor éxito después de la llegada de la temporada de vacaciones de 1998, y vendió casi 10 millones de copias en todo el mundo. Los críticos elogiaron los gráficos y la jugabilidad del videojuego, mientras que algunos notaron su bajo nivel de dificultad. El juego estableció a Spyro como una conocida mascota de plataformas en PlayStation junto a Crash Bandicoot, y 2 secuelas, tituladas Spyro 2: Ripto's Rage y Spyro: Year of the Dragon, se lanzaron más tarde para PlayStation en 1999 y 2000, respectivamente. Aunque Insomniac renunció a los derechos de desarrollo de la serie Spyro después del tercer juego, el éxito de los títulos de PlayStation se prestó a una serie continua de juegos en varias plataformas. El juego, junto con sus 2 sucesores, se remasterizó más tarde como parte de Spyro Reignited Trilogy en 2018.

## Jugabilidad
Spyro the Dragon es un videojuego de plataformas en 3D; el jugador controla al personaje titular mientras se aventura por los reinos del Mundo Dragón para derrotar al antagonista Gnasty Gnorc, así como rescatar a sus compañeros dragones y recuperar todo su tesoro robado. Los mundos consisten en 6 "mundos de origen" de dragones, cada uno de los cuales actúa como un HUB dedicado, que contiene portales que sirven como puertas de entrada a diferentes niveles. El jugador debe progresar de un mundo natal a otro hablando con un aeróstata, que transporta a Spyro al siguiente mundo en un globo aerostático después de que el jugador haya encontrado los objetos de colección requeridos en el mundo actual. Además de las etapas regulares de plataformas, cada mundo natal contiene una pelea de jefe y una etapa de vuelo oculta que implica volar a través de un entorno y destruir una cantidad de objetos.
Los niveles en Spyro the Dragon son abiertos, y giran en torno a explorar y obtener varios objetos coleccionables para avanzar en el juego. Cada etapa contiene varios dragones cristalizados, a quienes Spyro debe volver a la normalidad al ubicar y pisar las bases de sus estatuas. Estos dragones le dan al jugador consejos sobre cómo progresar en el juego, así como sus ubicaciones respectivas que actúan como puntos de guardado después de que el dragón ha sido liberado. Otro coleccionable importante en el juego es el tesoro robado de los dragones, que se dispersa por cada nivel en forma de piedras preciosas multicolores. Estas gemas se encuentran en numerosos lugares diferentes, incluidos dentro de los enemigos, cajas rompibles y cofres del tesoro, y la mayoría de las etapas contienen una cantidad fija de tesoros que se pueden encontrar. También hay huevos de dragón robados que deben recuperarse persiguiendo y derrotando a los ladrones. Encontrar todos los objetos coleccionables en el juego desbloquea un mundo adicional al que de otra manera no se puede acceder.
Spyro utiliza sus habilidades únicas como dragón. Spyro tiene 2 movimientos ofensivos principales, utilizados para atacar a los enemigos y destruir ciertos objetos: la carga, en la que Spyro corre hacia adelante y se estrella contra cosas con la cabeza, y aliento de fuego. Estos ataques deben usarse distintamente para ciertos enemigos y situaciones; por ejemplo, algunos enemigos llevan una armadura metálica a prueba de fuego, lo que significa que solo pueden ser derrotados cargando, mientras que los enemigos más grandes solo pueden ser golpeados con el aliento de fuego, ya que de lo contrario aplastarán a Spyro. Spyro también puede usar sus alas para planear en el aire, lo que le permite viajar distancias más largas en el aire y acceder a áreas que de otro modo serían inaccesibles a través de un salto regular. A lo largo del juego, Spyro está acompañado por Sparx, una libélula amarilla que protege a Spyro de sufrir daños y sirve como sistema de salud del jugador. La salud actual de Sparx está representada por el color de su cuerpo; Si Spyro es herido por un obstáculo, como un enemigo o al tocar el agua, Sparx cambia de color, con amarillo, azul y verde que representan diferentes cantidades subsiguientes de daño retenido. Si el jugador se daña demasiadas veces, Sparx desaparece, dejando a Spyro vulnerable a perder una vida si se lastima nuevamente. Sparx puede rejuvenecerse consumiendo mariposas, que se encuentran eliminando criaturas pasivas como ovejas que deambulan por la mayoría de los niveles. Sparx también ayuda a Spyro a recolectar objetos recuperando las gemas por las que Spyro pasa.

## Escenario
El juego tiene lugar en las Tierras de los Dragones, un extenso mundo de gran diversidad topográfica y biológica, estructuras vistosas y tesoros abundantes. Contiene 6 Tierras Hogar, de las cuales las primeras 5 están nombradas por los clanes de dragones que residen allí: Artesanos, Pacificadores, Hechiceros, Creadores de Bestias, Creadores de Sueños y Gnorc Gnexus (también llamado "Mundo de Gnasty"). Spyro puede moverse de una Tierra Hogar a la siguiente completando una tarea específica para un aeróstata en esa tierra, por ejemplo, recogiendo un cierto número de gemas o liberando un cierto número de dragones. Cada Tierra Hogar tiene su propio juego de Tierras Internas a las que se puede acceder por medio de portales en arcos dispersos a través de la Tierra Hogar. Una vez en una Tierra Interna, Spyro puede regresar a la Tierra Hogar encontrando y entrando en la Plataforma Torbellino especial que dice "A casa" de esa Tierra Interna o pausando el juego y seleccionado "Salir del Nivel".

## Personajes
- Spyro el Dragón: Es el personaje principal y el dragón elegido para salvar a su raza. Puede lanzar fuego y embestir con sus cuernos y estas habilidades pueden potenciarse temporalmente con algunos objetos especiales dispersos por las Tierras. También puede planear a través de distancias cortas. Cuando se encuentra en una Tierra Vuelo puede volar durante un tiempo ilimitado.
- Sparx: Es una libélula y el mejor amigo de Spyro. Actúa como su medidor de salud y lo ayuda en la recolección de gemas, funcionando como un imán de ellas.
- Dragones: Todos fueron cristalizados por Gnasty Gnorc. Spyro debe descristalizarlos a lo largo del juego.
- Aeróstatas: Son personajes secundarios sin relevancia en la historia que solo transportan a Spyro a través de Tierras Hogar en globos aerostáticos, ya que Spyro no puede volar como un verdadero dragón debido a su pequeño tamaño. Hacen esto siempre y cuando Spyro haya cumplido ciertos requisitos como haber liberado cierta cantidad de dragones o haber conseguido cierta cantidad de gemas.

### Jefes
- Toasty: (en inglés: Toasty, lit. 'Tostado') Es el jefe de la Tierra de Artesanos. Es un gigantesco espantapájaros con cabeza de calabaza armado con una afilada guadaña. Es escoltado por pastores y perros guardianes.
- Doctor Shemp: Es el jefe de la Tierra de Pacificadores. Es un enorme chamán que usa una armadura de metal en la parte frontal de su cuerpo.
- Blowhard: (en inglés, Blowhard, lit. 'Fanfarrón') Es jefe de la Tierra de Hechiceros. Es un poderoso mago tornado.
- Metalhead: (en inglés, Metalhead, lit. 'Cabeza de Metal') Es el jefe de la Tierra de Creadores de Bestias. Es un robot gigante.
- Jacques: (pronunciación en francés: /ʒak/) Es el jefe de la Tierra de Creadores de Sueños. Es un bufón saltarín.
- Gnasty Gnorc: El jefe del Nexo Gnorc y el jefe final del juego. Es un enorme, verde y grotesco gnorc (criatura mitad gnomo y mitad orco) que usa una armadura de bronce. Las G de su nombre son mudas, pronunciándose como "Nasty Norc", aunque algunos personajes pronuncian las G, probablemente por desconocimiento o ignorancia. Está armado con un poderoso garrote mágico.

## Argumento
En el mundo de los dragones, el Reino del Dragón consta de 5 mundos natales: Artesanos, Pacificadores, Hechiceros, Creadores de Bestias y Creadores de Sueños, que han vivido en armonía durante muchos años. Un día, una entrevista televisiva con un par de dragones del reino de los Artesanos llama la atención de Gnasty Gnorc, un gnorc que fue expulsado del reino debido a su comportamiento abrasivo y enviado a un depósito de chatarra abandonado, que él cambia el nombre a "Mundo de Gnasty". Después de escuchar que uno de los dragones en la transmisión lo descarta abiertamente por ser simple, no ser una amenaza y llamarlo feo, esto hace que Gnasty Gnorc pierda los estribos y desate un ataque en toda regla contra el reino. Usando sus poderes mágicos, lanza un hechizo a través de la tierra que encierra a cada dragón en una estatua de cristal; también roba la preciada colección de tesoros de los dragones, convirtiendo las piedras preciosas en leales soldados gnorc para ayudarlo a hacerse cargo de los mundos del dragón. Spyro, un joven dragón púrpura, es el único dragón que logra evitar ser cristalizado por el ataque. Ayudado por su compañero libélula, Sparx, Spyro se dispone ansiosamente a encontrar y derrotar a Gnasty Gnorc.
Spyro visita cada uno de los mundos de origen de los dragones, derrotando a las fuerzas de Gnorc que se han propuesto detenerlo. En el camino, libera a los dragones cristalizados, que le dan consejos y lo instan a recuperar cualquier tesoro robado y huevos de dragón en el camino. Eventualmente llega al Mundo de Gnasty, donde finalmente se enfrenta y derrota a Gnasty Gnorc. Una vez que termina la búsqueda de Spyro, tiene acceso al portal del tesoro de Gnorc, que solo se puede abrir si Spyro rescata a todos los dragones del reino, recupera todos los tesoros de los dragones y recupera los huevos de dragón robados. Un final secreto se puede desbloquear recuperando todo lo que hay dentro del portal del tesoro. En este final, Spyro es visto siendo entrevistado en la televisión cuando se coloca otro hechizo en los dragones, lo que lleva a Spyro a embarcarse en otra aventura.

## Desarrollo
Spyro the Dragon fue el segundo juego desarrollado por Insomniac Games, después del lanzamiento de su primer juego, Disruptor, en diciembre de 1996. Aunque Disruptor fue un fracaso comercial, su recepción crítica positiva fue suficiente para impresionar a Universal Interactive Studios y fomentar al equipo para continuar con su próximo esfuerzo. La idea de un juego sobre un dragón fue presentada por el artista de Insomniac Craig Stitt, quien sugirió el concepto por su propio interés en la criatura mítica. Inicialmente, el tono del juego era mucho más oscuro y más realista; según el director de operaciones de Insomniac, John Fiorito, que se unió a la compañía en 1997 durante el desarrollo de Spyro, la inspiración se tomó en parte de la película Dragonheart, y el juego fue inicialmente "realista y un poco oscuro y crudo" antes de que finalmente tomara una dirección más fantástica y alegre. Mark Cerny, ejecutivo de Universal Interactive Studios y productor del juego, aconsejó que el equipo creara un juego con más atractivo para el mercado masivo, ya que la demografía de PlayStation disminuía y su selección de títulos para niños era muy inferior a la de Nintendo 64.
Según el programador Peter Hastings, el personaje del dragón originalmente iba a llamarse "Pete", pero debido a preocupaciones de derechos de autor sobre similitudes con la película de Disney Pete's Dragon, el nombre fue descartado. Después de considerar el nombre "Pyro", que se consideró "demasiado maduro", finalmente se decidieron por "Spyro". El diálogo en el juego fue escrito por Peter Kleiner, y el personaje de Spyro fue diseñado por Charles Zembillas, quien previamente había realizado trabajos de diseño en Crash Bandicoot. Spyro originalmente iba a ser verde, pero a los desarrolladores les preocupaba que se mezclara con la hierba, por lo que finalmente lo cambiaron a púrpura. Durante el desarrollo de Spyro, Insomniac tuvo una relación muy estrecha con el creador de Crash Bandicoot y su compañero desarrollador de PlayStation, Naughty Dog, que tenía su oficina ubicada directamente frente al suyo. Los 2 desarrolladores trabajaban juntos con frecuencia, jugando las primeras versiones de los juegos del otro y luego compartiendo la tecnología del juego. Como resultado, una demostración de Crash Bandicoot: Warped estaba oculta en Spyro the Dragon, y viceversa.
Spyro the Dragon era único en comparación con otros videojuegos de plataformas 3D de la época; la capacidad de planeo de Spyro le permitió viajar largas distancias en el aire, lo que significa que el jugador podía cruzar casi un nivel completo si comenzaba desde un punto lo suficientemente alto. Si bien esto hizo que los niveles de diseño fueran más difíciles para el equipo, también significó que los niveles se pudieran hacer más abiertos y de naturaleza exploratoria. Para hacer que los controles de Spyro se sientan fluidos, Matt Whiting, un ingeniero de la NASA especializado en controles de vuelo, fue contratado para ayudar a programar el movimiento de la cámara y los controles de movimiento de Spyro. La cámara del juego fue particularmente desafiante; inicialmente, siempre seguía directamente detrás de Spyro, pero se descubrió que los movimientos de alta velocidad resultantes hacían sentir náuseas a varios jugadores. Esto fue más evidente con el salto básico de Spyro, que provocó que la cámara se inclinara rápidamente arriba y abajo, en comparación con Whiting con el movimiento de un bote oscilante. Esto finalmente se ajustó para que la cámara se mantuviera estable.
Spyro the Dragon hizo uso de un motor panorámico 3D, desarrollado por Alex Hastings, que podía mostrar objetos lejanos utilizando diferentes niveles de detalle, un método de renderizado que era nuevo e inexplorado en ese momento. Los desarrolladores creían que el motor sería adecuado para el juego, ya que podría permitir niveles más expansivos que podrían aprovechar las habilidades del personaje, como el planeo. Este sistema dinámico, utilizado para complementar los entornos grandes y extensos, generó 2 versiones diferentes de un nivel; una versión renderizada con gran detalle y la otra con un renderizado más simple y sin textura. Los objetos en las proximidades del jugador se dibujaron usando el renderizado detallado, mientras que los distantes se dibujaron del render simple. Este sistema permite que los objetos se muestren desde distancias lejanas mientras se adhiere a las capacidades limitadas de RAM de PlayStation; fue uno de los primeros videojuegos en hacer uso de dicho sistema. Spyro fue codificado teniendo en cuenta la eficiencia, ya que la tecnología de renderizado 3D era nueva en ese momento y el juego tenía que ajustarse a las especificaciones limitadas de PlayStation. Alrededor del 80% del código del juego fue escrito usando lenguaje ensamblador, mientras que otras partes fueron programadas en C debido a su simplicidad y velocidad.
La música del juego fue compuesta y producida por Stewart Copeland, ex baterista de la banda británica The Police. Copeland recibió versiones tempranas de los niveles del juego, que jugó para tener una idea de ellos y crear una composición adecuada. También se le dieron trucos del juego, como la invencibilidad, para que pudiera tener más facilidad despejando niveles. Copeland escribió alrededor de 3 canciones por día, todas las cuales desarrolló y pulió al día siguiente. Según Copeland, cada canción del juego se escribió para corresponder a un nivel específico, pero esta correlación finalmente no se usó. Copeland ha mirado hacia atrás positivamente en su trabajo en Spyro, llamando a la música del juego algunas de sus mejores composiciones. Carlos Alazraqui proporcionó la voz de Spyro, y Clancy Brown, Michael Gough, Jamie Alcroft y Michael Connor hicieron voces adicionales. Alazraqui explicó en un número de Electronic Gaming Monthly que trató de hacer que la voz de Spyro sonara como "un niño en el campamento que a todos les cae bien".

## Banda sonora
La música de Spyro the Dragon fue compuesta e interpretada por Stewart Copeland. Muchas de las piezas del juego, la música o los motivos de los mismos, se han abierto camino en otras piezas de Copeland, como por ejemplo el tema de El Show de Amanda, entre otros.

## Descarga
El juego estuvo disponible para su descarga desde la PlayStation Store para PSP y PlayStation 3 en Norteamérica el 25 de octubre de 2007, en Japón el 12 de marzo de 2008 y en Europa el 12 de diciembre de 2012.

## Lista de niveles
- Primera Tierra: Artisans Home (en inglés, lit. 'Tierra de Artesanos')
  - Stone Hill (en inglés, Stone Hill, lit. 'Colina de Piedra')
  - Dark Hollow (en inglés, Dark Hollow, lit. 'Valle Oscuro')
  - Town Square (en inglés, Town Square, lit. 'Plaza Mayor')
  - Toasty
  - Sunny Flight (en inglés, Sunny Flight, lit. 'Vuelo Soleado')
- Segunda Tierra: Peace Keepers Home (en inglés, lit. 'Tierra de Pacificadores')
  - Dry Canyon (en inglés, Dry Canyon, lit. 'Cañón Árido')
  - Cliff Town (en inglés, Cliff Town, lit. 'Ciudad Acantilado')
  - Ice Cavern (en inglés, Ice Cavern, lit. 'Cueva de Hielo')
  - Doctor Shemp
  - Night Flight (en inglés, Night Flight, lit. 'Vuelo Nocturno')
- Tercera Tierra: Magic Crafters Home (en inglés, lit. 'Tierra de Hechiceros')
  - Alpine Ridge (en inglés, Alpine Ridge, lit. 'Cresta Alpina')
  - High Caves (en inglés, High Caves, lit. 'Cuevas Elevadas')
  - Wizard Peak (en inglés, Wizard Peak, lit. 'Cumbre de Brujos')
  - Blowhard
  - Crystal Flight (en inglés, Crystal Flight, lit. 'Vuelo de Cristal')
- Cuarta Tierra: Beast Makers Home (en inglés, lit. 'Tierra de Creadores de Bestias')
  - Terrace Village (en inglés, Terrace Village, lit. 'Aldea Fortificada')
  - Misty Bog (en inglés, Misty Bog, lit. 'Ciénaga Neblinosa')
  - Tree Tops (en inglés, Tree Tops, lit. 'Copas de Árboles')
  - Metalhead
  - Wild Flight (en inglés, Wild Flight, lit. 'Vuelo Salvaje')
- Quinta Tierra: Dream Weavers Home (en inglés, lit. 'Tierra de Creadores de Sueños')
  - Dark Passage (en inglés, Dark Passage, lit. 'Pasaje Oscuro')
  - Lofty Castle (en inglés, Lofty Castle, lit. 'Castillo Majestuoso')
  - Haunted Towers (en inglés, Haunted Towers, lit. 'Torres Embrujadas')
  - Jacques
  - Icy Flight (en inglés, Icy Flight, lit. 'Vuelo Helado')
- Sexta Tierra: Gnasty's World / Gnorc Gnexus (en inglés, lit. 'Mundo de Gnasty')
  - Gnorc Cove (en inglés, Gnorc Cove, lit. 'Bahía Gnorc')
  - Twilight Harbour (en inglés, Twilight Harbour, lit. 'Puerto Crepúsculo')
  - Gnasty Gnorc
  - Gnasty's Loot (en inglés, Gnasty's Loot, lit. 'Botín de Gnasty')

## Lanzamiento
Spyro the Dragon fue presentado por primera vez en la convención E3 de 1998 en Atlanta, Georgia. Luego fue lanzado en América del Norte el 10 de septiembre de 1998 y en Europa en octubre del mismo año. Según el vicepresidente de marketing estadounidense de Sony Computer Entertainment, Andrew House, en una reunión de prensa en Las Vegas, el juego, junto con otros lanzamientos de PlayStation del cuarto trimestre como Crash Bandicoot: Warped, A Bug's Life y Rugrats: Search for Reptar, fue parte de un esfuerzo general para atraer a un grupo demográfico más amplio de audiencias más jóvenes y proporcionar más juegos adecuados para que los jugadores más jóvenes compitan con la Nintendo 64, que tenía una biblioteca mucho más grande de títulos infantiles en ese momento en comparación con la demografía de PlayStation centrada en adultos. Se promovió una campaña publicitaria para promocionar el juego, con un personaje del juego, Toasty the Sheep, protestando contra las acciones del personaje principal contra las ovejas. La campaña incluyó comerciales de televisión, con un actor con un traje animatrónico de Toasty, y un sitio web promocional, sheepagainstspyro.com. El 16 de agosto de 1999, SCEA anunció que el juego se incluiría como parte de su línea de lanzamientos presupuestados Greatest Hits junto con otros juegos como Crash Bandicoot: Warped, Gran Turismo, Cool Boarders 3 y Twisted Metal III, y junto con el anuncio de una caída de precios para que la consola PlayStation compitiera con el muy esperado lanzamiento de Sega Dreamcast. El 12 de diciembre de 2012, el juego fue relanzado digitalmente en la PlayStation Store junto con Spyro 2: Ripto's Rage! y Spyro: Year of the Dragon. Se incluyó una nueva versión del juego, junto con sus dos secuelas, como parte de la compilación Spyro Reignited Trilogy para PlayStation 4 y Xbox One en noviembre de 2018, seguida por Nintendo Switch y Microsoft Windows en septiembre de 2019.

### Ventas
Según los desarrolladores de Spyro, las ventas fueron inicialmente lentas en el lanzamiento del juego, pero rápidamente comenzaron a recuperarse después de la temporada de vacaciones. En la semana del 29 de noviembre de 1998, fue el tercer juego más vendido en el Reino Unido, detrás de Tomb Raider y FIFA 99. En el festival Milia de 1999 en Cannes, se llevó a casa un premio "Oro" por ingresos superiores a € 20 000 000 en la Unión Europea durante el año anterior. Spyro the Dragon recibió un premio "Oro" de Verband der Unterhaltungssoftware Deutschland (VUD) a fines de agosto de 1999, por ventas de al menos 100 000 unidades en Alemania, Austria y Suiza. Para diciembre de 1999, el juego había vendido 1 000 000 de copias en Norteamérica. Para 2007, el título había vendido un total de casi 5 000 000 de unidades.

## Recepción
Spyro the Dragon actualmente tiene un puntaje de 85% en GameRankings, basado en un total de 18 reseñas. Craig Harris, de IGN, lo aclamó como el juego de plataformas en 3D más divertido que había jugado desde Crash Bandicoot, escribiendo "dos garras hacia arriba". Computer and Video Games llamó al juego "fácilmente el mejor juego de plataformas en 3D en PlayStation", a pesar de señalar su naturaleza en gran medida favorable a los niños. Como uno de los 4 revisores de Electronic Gaming Monthly, "Shawn" escribió que "Spyro es para PlayStation lo que Banjo-Kazooie es para Nintendo 64", y afirmó que "combina los dos aspectos más importantes en cualquier buen juego: los gráficos y jugabilidad". También escribiendo para EGM, el crítico "Crispin" proclamó que Spyro "sube el listón" para los juegos de plataformas en 3D, y escribió que había reemplazado a Gex 3D: Enter the Gecko como su "juego de mascotas de PS" favorito. Joe Fielder, de GameSpot, calificó el juego como "un juego de plataformas competente y totalmente en 3D" para PlayStation, comparándolo favorablemente con uno de los juegos de plataformas más recientes en el sistema, Blasto, y proclamó que "sobresale sobre Blasto en todos los sentidos imaginables". A pesar de esto, escribió que el juego "solo obtiene calificaciones muy, muy altas, en lugar de marcas escandalosamente altas", citando su falta de alta dificultad como el factor principal que lo hizo inferior a juegos como Super Mario 64 y Banjo-Kazooie. Edge lo nombró el mejor juego de plataformas en 3D para PlayStation, pero criticó las habilidades limitadas de Spyro y dijo que el juego no era tan variado como Super Mario 64.
Los críticos elogiaron la presentación del juego, específicamente hablando bien de sus gráficos, rendimiento técnico y la música de Copeland hecha para el juego. El crítico de GamePro "Slo Mo" escribió que los gráficos y las animaciones del juego le dieron a Spyro "la apariencia de una película animada" y calificó los entornos del juego como "impresionantes". Harris escribió que el juego "utiliza al máximo el hardware de PlayStation" y elogió la calidad de las animaciones del juego; en particular, elogió las animaciones parlantes de los dragones rescatados, que según él le dieron a los personajes una "personalidad increíble". Fielder elogió el sistema dinámico de iluminación del juego y los diseños de los personajes, y señaló "una falta casi completa de pop-up" durante el juego. "Sushi", de EGM, dijo que los gráficos estaban "entre los mejores" en PlayStation. Fielder habló positivamente del trabajo compositivo de Copeland, calificándolo de "maravillosamente atmosférico". Slo Mo describió la música como un "swing pegadizo y melodioso de jazz-rock", al tiempo que elogió el trabajo de la voz por su amplia gama de voces únicas.
Muchos críticos elogiaron el diseño y los controles de nivel de Spyro, aunque algunos notaron la simplicidad del juego y el bajo nivel de dificultad. Fielder calificó el diseño de nivel como "excepcional", mientras que Crispin elogió los niveles por fomentar la exploración entre los jugadores. Sushi llamó a los controles de reproducción "perfectamente ajustados", mientras que Fielder escribió que funcionaban bien con y sin el dispositivo analógico DualShock, aunque Shawn expresó que los controles no eran adecuados para maniobrar en "áreas de alto riesgo". El sistema de cámara recibió diversas reacciones, Crispin lo elogió como uno de los mejores en cualquier juego de plataformas en 3D y Fielder declaró que solucionó los problemas comunes presentes en la mayoría de los otros juegos de plataformas en 3D, mientras Harris criticó su falta de precisión al seguir al jugador, indicando que "tiende a flotar con una cuerda floja", y destacó el sistema de cámara como uno de los únicos defectos del juego. Fielder escribió que una sobreabundancia de vidas adicionales hizo que el juego se sintiera "como si estuviera dirigido a un público más joven o más amplio", manteniendo al jefe final y el nivel de bonificación como las únicas excepciones. A pesar de elogiar a Spyro, Sushi notó la "falta de diversidad" del juego en obstáculos y objetos que conducen a un "juego repetitivo". Crispin se lamentaba de que el tropo común de coleccionar artículos, aunque todavía era muy divertido en Spyro, comenzaba a ser menos interesante, al tiempo que criticaba las peleas de jefes del juego, calificándolas de "pequeñas, fáciles y decididamente un poco descaradas".

## Demo deCrash Bandicoot 3: Warped
Naughty Dog e Insomniac Games compartían similitudes en sus proyectos, y decidieron incluir demos de sus juegos de 1998. 
En Crash Bandicoot 3 hay una demo de Spyro The Dragon, y en este videojuego hay una demo de Crash Bandicoot: Warped, aunque a diferencia de Warped, en el primer videojuego de Spyro la demo del mencionado Warped no es un seleccionable en el menú en sí, sino que inicia de repente, y esta demo se puede conseguir en todas las versiones regionales del juego.
La manera de conseguir desbloquear la demo es cuando Spyro está mirando todo a su alrededor y arriba aparece el logo del juego, mientras abajo dice "Press Start" y en vez de presionar el botón START se debe presionar la siguiente combinación de botones: 
L1 + L2 + △
(manteniendo presionado al mismo tiempo todos los botones, pero comenzando desde el botón L1 hasta el △).

## Legado
La popularidad de Spyro the Dragon ayudó a impulsar al personaje de Spyro como una popular mascota de PlayStation junto a Crash Bandicoot. Fue el primer juego de lo que se convirtió en una serie de videojuegos expansiva, engendrando 2 secuelas más de plataformas para PlayStation, Ripto's Rage y Year of the Dragon, lanzadas en 1999 y 2000, respectivamente. A partir del año 2000, la serie había vendido más de 3.2 millones de copias en los Estados Unidos y más de 4 millones de copias en todo el mundo. Insomniac dejó de desarrollar la serie Spyro después de Year of the Dragon, ya que terminó su contrato de 4 juegos con Universal Interactive. A pesar de esto, la serie continuó a través de varios desarrolladores diferentes, y se trasladó a varias otras plataformas además de PlayStation. Siendo Spyro su primer éxito considerable, Insomniac desarrolló varias otras franquicias exitosas de videojuegos, incluida la serie de juegos de plataformas Ratchet & Clank y la serie de videojuegos de disparos en tercera persona, más orientada a adultos, Resistance. El sistema de renderizado del juego, nuevo e inédito en ese momento, se utilizó en varios otros videojuegos en 3D.